# Séisme du 6 avril 2009 à L'Aquila
Pour les articles homonymes, voir Séisme à L'Aquila.

L'Italie entre la plaque tectonique africaine et européenne.

Le séisme de 2009 à L'Aquila est un séisme survenu le 6 avril 2009 à 3 h 32 min 42 s heure locale dans le centre de l'Italie. La ville la plus touchée est L'Aquila dont de très nombreux bâtiments ont été détruits ou fortement endommagés. Le bilan définitif fait état de 309 morts. La secousse principale, d'une magnitude de 6,3, a été ressentie dans tout le centre de l'Italie, notamment jusqu'à Rome, distante de 90 km au sud-ouest. C'est le tremblement de terre en Italie le plus grave depuis celui de l'Irpinia en 1980.

## Secousses précédentes
À partir du 22 février 2009, des secousses sont ressenties dans la région de L'Aquila, augmentant progressivement en magnitude. La plus puissante a lieu le 6 avril à 3 heures 32 (heure locale). Liste des principales secousses enregistrées depuis le 30 mars 2009 :
| Date (AAAA-MM-JJ) et heure (UTC) | Heure (locale) | Latitude | Longitude | Profondeur | Magnitude |
| -------------------------------- | -------------- | -------- | --------- | ---------- | --------- |
| 2009-03-30 13:38:39.3            | 15:38:39.3     | 42.33° N | 13.35° E  | 2 km       | 4.4 (Mw)  |
| 2009-04-05 20:48:56.4            | 22:48:56.4     | 42.36° N | 13.37° E  | 2 km       | 4.0 (ML)  |
| 2009-04-06 01:32:41.4            | 03:32:41.4     | 42.38° N | 13.32° E  | 2 km       | 6.3 (Mw)  |
| 2009-04-06 02:27:48.2            | 04:27:48.2     | 42.37° N | 13.23° E  | 2 km       | 4.3 (mb)  |
| 2009-04-06 02:37:05.3            | 04:37:05.3     | 42.41° N | 13.32° E  | 2 km       | 5.1 (Mw)  |
| 2009-04-06 03:56:48.1            | 05:56:48.1     | 42.38° N | 13.34° E  | 10 km      | 4.5 (mb)  |
| 2009-04-06 07:17:16.1            | 09:17:16.1     | 42.47° N | 13.40° E  | 30 km      | 4.4 (mb)  |
| 2009-04-06 16:38:10.7            | 18:38:10.7     | 42.38° N | 13.32° E  | 2 km       | 4.4 (Mw)  |
| 2009-04-06 23:15:37.7            | 01:15:37.7     | 42.48° N | 13.41° E  | 2 km       | 5.1 (Mw)  |
| 2009-04-07 09:26:30.7            | 11:26:30.7     | 42.31° N | 13.35° E  | 10 km      | 5.0 (Mw)  |
| 2009-04-07 17:47:38.3            | 19:47:38.3     | 42.30° N | 13.40° E  | 13 km      | 5.6 (Mw)  |
| 2009-04-07 21:34:30.9            | 23:34:30.9     | 42.34° N | 13.37° E  | 2 km       | 4.5 (mb)  |
| 2009-04-08 04:27:42.5            | 06:27:42.5     | 42.30° N | 13.43° E  | 2 km       | 4.0 (ML)  |
| 2009-04-08 22:56:51.0            | 00:56:51.0     | 42.55° N | 13.34° E  | 2 km       | 4.1 (Mw)  |
| 2009-04-09 00:53:00.6            | 02:53:00.6     | 42.53° N | 13.39° E  | 2 km       | 5.4 (Mw)  |
| 2009-04-09 03:14:52.7            | 05:14:52.7     | 42.35° N | 13.46° E  | 2 km       | 4.3 (mb)  |
| 2009-04-09 04:32:46.0            | 06:32:46.0     | 42.45° N | 13.39° E  | 2 km       | 4.3 (mb)  |
| 2009-04-09 04:43:12.3            | 06:43:12.3     | 42.52° N | 13.34° E  | 10 km      | 4.0 (ML)  |
| 2009-04-09 13:19:35.8            | 15:19:35.8     | 42.33° N | 13.23° E  | 40 km      | 4.0 (ML)  |
| 2009-04-09 19:38:17.4            | 21:38:17.4     | 42.52° N | 13.35° E  | 2 km       | 5.2 (Mw)  |
| 2009-04-10 03:22:23.6            | 05:22:23.6     | 42.49° N | 13.42° E  | 2 km       | 4.0 (mb)  |
| 2009-04-13 21:14:23.9            | 23:14:23.9     | 42.55° N | 13.42° E  | 7,5 km     | 4.9 (ML)  |
| 2009-04-14 20:17:28.0            | 22:17:28       | 42.55° N | 13.23° E  | 10 km      | 4.0 (ML)  |
| 2009-04-15 22:53:08.0            | 00:53:08       | 42.54° N | 13.28° E  | 2 km       | 4.0 (ML)  |

## Secousse principale
La secousse principale est survenue à 3 heures 32 minutes et 42 secondes heure locale. Le foyer se situe à 10 km de profondeur, juste au nord de L'Aquila. Cette secousse principale fait partie d'une séquence de séismes (sismicité en essaim), dont font aussi partie les nombreuses autres secousses de forte magnitude qui se sont produites depuis. De telles séquences durent en général beaucoup plus longtemps et sont beaucoup plus énergétiques que les classiques séquences « séisme principal + répliques ».

## Cause

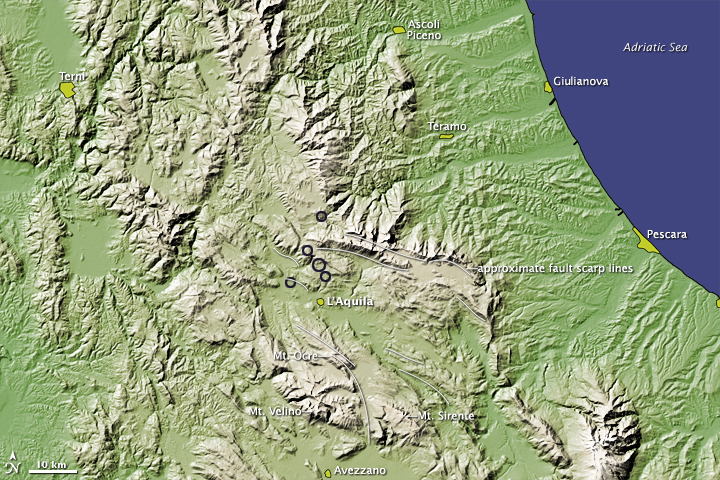
Carte de la région montrant les principales failles normales.

Comme la majorité des séismes dans cette région centrale de l'Italie, ces secousses sont dues à des forces d'extension, qui activent des failles dites « normales ». Celles-ci sont nombreuses dans la région.
Cette extension de la croûte terrestre et de la lithosphère a débuté au Pliocène entre le bloc Corse-Sardaigne et l'Italie et contribue à l'« ouverture » de la mer Tyrrhénienne.

## Bilan

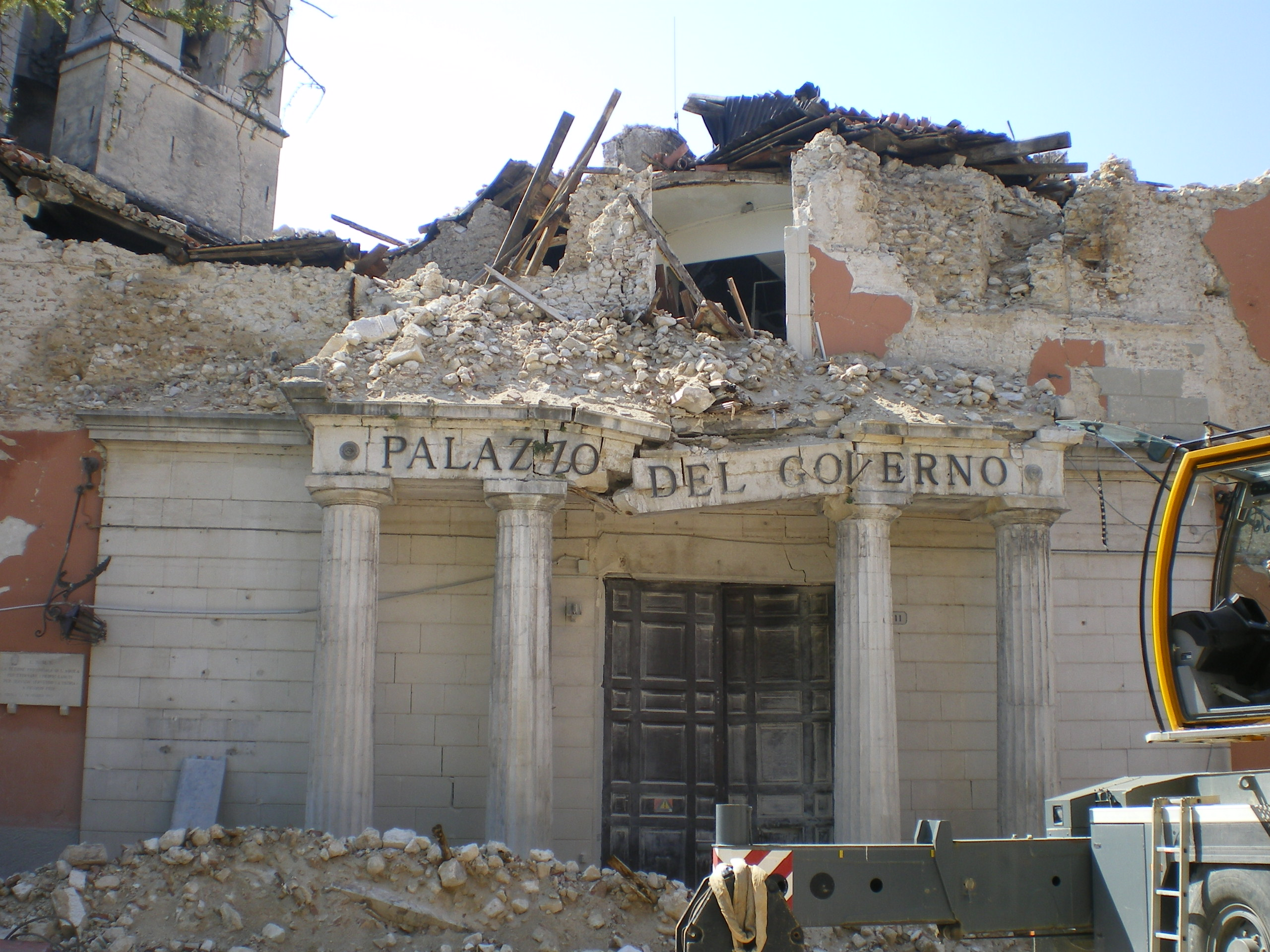
La préfecture de L'Aquila.

Le bilan définitif est de 308 morts, principalement à L'Aquila. On compte onze décès dans les villages environnants et 1 179 blessés dans toute la région,,. 10 000 bâtiments ont été endommagés voire détruits, si bien que 25 000 personnes se retrouvent sans abri et quittent la région dès le lendemain. Les lignes téléphoniques ont été coupées.
| Nationalité  | Morts | Blessés | Disparus |
| ------------ | ----- | ------- | -------- |
| Italiens     | 292   | 1 174   | 11       |
| Roumains     | 6     | ?       | ?        |
| Macédoniens  | 5     | ?       | ?        |
| Tchèques     | 2     | ?       | ?        |
| Palestiniens | 2     | ?       | ?        |
| Grecs        | 1     | 5       | ?        |
| Français     | 1     | ?       | ?        |
| Ukrainiens   | 1     | ?       | ?        |
| Israéliens   | 1     |         |          |
| Argentins    | 1     |         |          |
| Total        | 309   | 1 179   | 11       |

| Commune                   | Province | Région   | Dégâts                                                             | Victimes |
| ------------------------- | -------- | -------- | ------------------------------------------------------------------ | -------- |
| Avezzano                  | L'Aquila | Abruzzes | Aucune maison abîmée.                                              | -        |
| Brittoli                  | Pescara  | Abruzzes | Aucune maison abîmée ou détruite.                                  | -        |
| Civitella Casanova        | Pescara  | Abruzzes |                                                                    | -        |
| Castelvecchio Calvisio    | L'Aquila | Abruzzes | Destruction d'édifices.                                            | -        |
| Fossa                     | L'Aquila | Abruzzes | Dégâts dans les édifices et destruction.                           | 5        |
| Goriano Sicoli            | L'Aquila | Abruzzes |                                                                    | -        |
| L'Aquila                  | L'Aquila | Abruzzes | Édifices détruits ou abîmés                                        | 272      |
| Ocre                      | L'Aquila | Abruzzes | Destruction d'édifices.                                            | -        |
| Onna                      | L'Aquila | Abruzzes | Village détruit à 70 %, ainsi que le pont sur l'Aterno-Pescara.    | 38       |
| Paganica                  | L'Aquila | Abruzzes | Destruction d'édifices et d'une partie du couvent de Santa Chiara. | 6        |
| Poggio Picenze            | L'Aquila | Abruzzes | Destruction d'édifices dans le centre historique.                  | 5        |
| Rome                      | Rome     | Latium   | Légers dommages sur les Thermes de Caracalla.                      | -        |
| Rocca di Cambio           | L'Aquila | Abruzzes |                                                                    | -        |
| San Demetrio              | L'Aquila | Abruzzes | Édifices détruits ou abîmés.                                       | -        |
| San Gregorio              | L'Aquila | Abruzzes | Destruction d'édifices et d'une maison familiale.                  | 9        |
| San Pio delle Camere      | L'Aquila | Abruzzes |                                                                    | 5        |
| Santo Stefano di Sessanio | L'Aquila | Abruzzes | La tour s'est effondrée ainsi que l'église du lac                  | -        |
| Sulmona                   | L'Aquila | Abruzzes |                                                                    | -        |
| Totani                    | L'Aquila | Abruzzes | -                                                                  | 1        |
| Tornimparte               | L'Aquila | Abruzzes | -                                                                  | 1        |
| Villa Sant'Angelo         | L'Aquila | Abruzzes | Destruction à 90 % des édifices.                                   | 8        |

## Réactions internationales
Les États-Unis annoncent dès le 6 avril une aide d'urgence de 50 000 $. De nombreux États européens, dont la France, proposent leur aide à l'Italie mais le président du Conseil des ministres italien Silvio Berlusconi déclare que son pays s'en sortirait très bien tout seul. Plus de 30 pays dans le monde offrent leur aide dans les heures qui suivent la première secousse mais le gouvernement italien estime que l'arrivée d'une multitude d'équipes de secours causerait davantage de problèmes d'organisation, sans être particulièrement utile. Les secouristes de la protection civile italienne extraient près de 150 personnes vivantes dans les premières 48 heures après le séisme.
Toutefois, Berlusconi se dit prêt à accepter toute aide internationale pour la reconstruction des nombreux monuments historiques de la ville de L'Aquila, cité médiévale qui possède un riche patrimoine artistique.
Le 35e sommet du G8, qui devait se tenir du 8 au 10 juillet 2009 à La Maddalena en Sardaigne, a finalement lieu à L'Aquila dans le but de sensibiliser les grandes puissances au sort de la ville et de ses habitants.

## Suites judiciaires
Le 22 octobre 2012, les sept scientifiques membres de la commission italienne « Grands risques » au moment du séisme sont condamnés, par le tribunal de la ville, à six ans de prison pour « homicide par imprudence ». Cette condamnation suscite une vive inquiétude du milieu scientifique, lequel s'inquiète que l'on exige désormais de lui d'être infaillible. Les scientifiques sont acquittés le 10 novembre 2014 par la cour d'Appel de L'Aquila qui maintient toutefois une des préventions retenues à charge du représentant de la protection civile et lui inflige une peine de deux ans de prison,.